# Yellow Submarine/Eleanor Rigby
Yellow Submarine/Eleanor Rigby è il 13° singolo discografico dei Beatles pubblicato nel 1966.

## Tracce
Testi e musiche di John Lennon e Paul McCartney.
1. Yellow Submarine – 2:06
2. Eleanor Rigby – 2:06

## Accoglienza
Negli Stati Uniti il picco massimo della canzone è stato il secondo posto della Billboard Hot 100, il primo della Record World e ancora il secondo in Cashbox.
Negli USA ha venduto 1 200 000 copie in sole quattro settimane facendo vincere ai Beatles numerosi premi e battere la concorrenza di cantanti come Elvis Presley.
Nel Regno Unito il disco è rimasto per quattro settimane al 1º posto di tutte le più importanti classifiche nazionali. Ha vinto l'Ivor Novello Award essendo stato il singolo che per più tempo è rimasto in classifica.
In Italia il singolo arrivò al secondo posto della Hit Parade (media ponderata fra i dati di TV Sorrisi e Canzoni, Ciao Amici, Big, Musica e Dischi, Hit Parade Rai), restando in classifica per 14 settimane e arrivando al primo posto nella Hit Parade Rai condotta da Lelio Luttazzi. Il fisarmonicista Peppino Principe ne esegue una versione strumentale col titolo Un sottomarino giallo per l'album Per voi giovani "I più grandi successi mondiali" - Beat (Capitan, 83).
In Germania arriva in prima posizione per cinque settimane, in Norvegia prima per sette settimane e prima anche in Austria, Australia, Canada, Francia ed Irlanda.